# سیارک ۱۸۹۴۹
سیارک ۱۸۹۴۹ (به انگلیسی: 18949 Tumaneng، نامگذاری:2000QX85) هجده هزار و نهصد و چهل و نهمین سیارک کشف شده‌است که در ۲۵ اوت ۲۰۰۰ کشف شد.
قدر مطلق سیارک برابر ۲۰.۴ است.